# Энергетический паспорт
Энергетический паспорт — это документ, составленный по результатам энергетического обследования (энергоаудита).

## Требования к энергетическому паспорту
Энергетический паспорт, составленный по результатам энергетического обследования, согласно п.7. ст. 15 Федерального Закона 261-ФЗ должен содержать информацию:
- об оснащенности приборами учета используемых энергетических ресурсов;
- об объеме используемых энергетических ресурсов и о его изменении;
- о показателях энергетической эффективности;
- о величине потерь переданных энергетических ресурсов (для организаций, осуществляющих передачу энергетических ресурсов);
- о потенциале энергосбережения, в том числе об оценке возможной экономии энергетических ресурсов в натуральном выражении;
- о перечне мероприятий по энергосбережению и повышению энергетической эффективности и их стоимостной оценке.

Требования к энергетическому паспорту, составленном по результатам обязательного энергетического обследования, утверждены приказом Минэнерго России от 19.04.2010 № 182

## История
Федеральный закон от 23.11.2009 № 261-ФЗ устанавливал, что проведение энергетического обследования, а следовательно и наличие энергетического паспорта, являлось обязательным для следующих лиц:
- органы государственной власти, органы местного самоуправления, наделенные правами юридических лиц;
- организации с участием государства или муниципального образования;
- организации, осуществляющие регулируемые виды деятельности;
- организации, осуществляющие производство и (или) транспортировку воды, природного газа, тепловой энергии, электрической энергии, добычу природного газа, нефти, угля, производство нефтепродуктов, переработку природного газа, нефти, транспортировку нефти, нефтепродуктов;
- организации, совокупные затраты которых на потребление природного газа, дизельного и иного топлива, мазута, тепловой энергии, угля, электрической энергии превышают пятьдесят миллионов рублей за календарный год;
- организации, проводящие мероприятия в области энергосбережения и повышения энергетической эффективности, финансируемые полностью или частично за счет средств федерального бюджета, бюджетов субъектов Российской Федерации, местных бюджетов.

Указанные лица были обязаны организовать и провести первое энергетическое обследование в период со дня вступления в силу настоящего Федерального закона до 31 декабря 2012 года, последующие энергетические обследования — не реже чем один раз каждые пять лет.
С вступлением в силу закона от 19.07.2018 № 221-ФЗ «О внесении изменений в Федеральный закон «Об энергосбережении и о повышении энергетической эффективности и о внесении изменений в отдельные законодательные акты Российской Федерации» и статью 9.16 Кодекса Российской Федерации об административных правонарушениях» энергоаудит организаций, для которых он раньше был обязателен, проводится в добровольном порядке.
Для органов государственной власти, органов местного самоуправления, государственных и муниципальных учреждений энергоаудит заменяется декларацией о потреблении энергетических ресурсов.

## Наказания за отсутствие энергетического паспорта
- Несоблюдение требования о представлении копии энергетического паспорта, составленного по результатам обязательного энергетического обследования, в уполномоченный федеральный орган исполнительной власти влечет наложение административного штрафа на должностных лиц в размере пяти тысяч рублей; на юридических лиц — десяти тысяч рублей.
- Несоблюдение организациями с участием государства или муниципального образования, а равно организациями, осуществляющими регулируемые виды деятельности, требования о принятии программ в области энергосбережения и повышения энергетической эффективности влечет наложение административного штрафа на должностных лиц в размере от тридцати тысяч до пятидесяти тысяч рублей; на юридических лиц — от пятидесяти тысяч до ста тысяч рублей.